# 罗杰·诺林顿
罗杰·诺林顿爵士，CBE（英語：Sir Roger Arthur Carver Norrington，1934年3月16日—2025年7月18日），英国指挥家。

## 生平
诺林顿生于牛津，曾就读于伦敦皇家音乐学院。他建立了好几支乐队，他们都以复古演出为己任，包括舒尔茨合唱团（Schütz Choir）和伦敦古典演奏家乐团。诺林顿和后者合作，用古乐器演奏19世纪的音乐，可以说这是世界首次。他们录制的贝多芬交响曲和钢琴协奏曲引起强烈反响。
1962年诺林顿成立了舒尔茨合唱团，由此开始他以古乐“本真主义风格”的演出实践探索，在业界获得许多赞誉并录制了大量唱片。之后他还专门创立了规模更大、编制更齐全的伦敦古典乐团，该乐团的演奏乐器全部都是真正的古乐器，此时他已经向世人展现出了他专注发展古乐的强大能力。
1997年他受封为爵士，1998年担任斯图加特广播交响乐团指挥，任职期间，他一直带领乐团通过将极具历史感的精准演奏练习与现代交响乐团所具备的所有潜力结合起来，诺林顿爵士成功地勾勒出斯图加特广播交响乐团精准的音乐轮廓，他也擔任過英國伯明翰市立交響樂團顧問。2021年宣告退休。

## 獲獎與榮譽
- 嘎纳古典音乐奖，2004年

## 外部連結
- 罗杰·诺林顿的Discogs页面（英文）